# 두더지쥐속
두더지쥐속(Fukomys)은 뻐드렁니쥐과에 속하는 설치류 속이다. 2006년 이전에는 아프리카두더지쥐속으로 분류되었다. 아프리카에서 서식한다.

## 하위 종
- 잠비아두더지쥐 (F. amatus)
- 안셀두더지쥐 (F. anselli)
- 보카쥬두더지쥐 (F. bocagei)
- 다마랄랜드두더지쥐 (F. damarensis)
- 마쇼나두더지쥐 (F. darlingi)
- 나이지리아두더지쥐 (F. foxi)
- 소말리아줄무늬두더지쥐 (F. ilariae)[2]
- 카푸에두더지쥐 (F. kafuensis)
- 메호두더지쥐 (F. mechowii)
- 카타바두더지쥐 (F. micklemi)
- 황토색두더지쥐 (F. ochraceocinereus)
- 카롤리네두더지쥐 (F. vandewoestijneae)[3]
- 말라위두더지쥐 (F. whytei)
- 가나두더지쥐 또는 토고두더지쥐 (F. zechi)

## 계통 분류
2004년 잉그램(Ingram) 등은 분자생물학 정보에 의해 다음과 같은 계통 분류군을 제안했다.
|  | 두더지쥐속                           |
|  |                                      |
|  | 아프리카두더지쥐속(아프리카두더지쥐) |
|  |                                      |

|  | 모래언덕두더지쥐속 |
|  |                    |
|  | 케이프두더지쥐속   |
|  |                    |

|  | 두더지쥐속                           |
|  |                                      |
|  | 아프리카두더지쥐속(아프리카두더지쥐) |
|  |                                      |

|  | 모래언덕두더지쥐속 |
|  |                    |
|  | 케이프두더지쥐속   |
|  |                    |

|  | 두더지쥐속                           |
|  |                                      |
|  | 아프리카두더지쥐속(아프리카두더지쥐) |
|  |                                      |

|  | 모래언덕두더지쥐속 |
|  |                    |
|  | 케이프두더지쥐속   |
|  |                    |

|  | 두더지쥐속                           |
|  |                                      |
|  | 아프리카두더지쥐속(아프리카두더지쥐) |
|  |                                      |

|  | 모래언덕두더지쥐속 |
|  |                    |
|  | 케이프두더지쥐속   |
|  |                    |

|  | 두더지쥐속                           |
|  |                                      |
|  | 아프리카두더지쥐속(아프리카두더지쥐) |
|  |                                      |

|  | 모래언덕두더지쥐속 |
|  |                    |
|  | 케이프두더지쥐속   |
|  |                    |

|  | 두더지쥐속                           |
|  |                                      |
|  | 아프리카두더지쥐속(아프리카두더지쥐) |
|  |                                      |

|  | 모래언덕두더지쥐속 |
|  |                    |
|  | 케이프두더지쥐속   |
|  |                    |

|  | 두더지쥐속                           |
|  |                                      |
|  | 아프리카두더지쥐속(아프리카두더지쥐) |
|  |                                      |

|  | 모래언덕두더지쥐속 |
|  |                    |
|  | 케이프두더지쥐속   |
|  |                    |

|  | 두더지쥐속                           |
|  |                                      |
|  | 아프리카두더지쥐속(아프리카두더지쥐) |
|  |                                      |

|  | 모래언덕두더지쥐속 |
|  |                    |
|  | 케이프두더지쥐속   |
|  |                    |